# Hyalopeziza
Hyalopeziza Fuckel – rodzaj grzybów z rzędu 'tocznikowców (Helotiales). 

## Systematyka i nazewnictwo
Pozycja w klasyfikacji według Index Fungorum: Hyaloscephaceae, Helotiales, Leotiomycetidae, Leotiomycetes, Pezizomycotina, Ascomycota, Fungi.
Synonimy: Hyalotricha Dennis, Pseudolachnea Velen.
Gatunki występujące w Polsce
- Hyalopeziza millepunctata (Lib.) Raitv. 1970
- Hyalopeziza trichodea (W. Phillips & Plowr.) Raitv. 1970

Nazwy naukowe na podstawie Index Fungorum. Wykaz gatunków według M.A. Chmiel.